# ساندرا رايت شن
ساندرا رايت شن (بالإنجليزية: Sandra Wright Shen)‏ هي عازفة بيانو أمريكية، ولدت في 1972.